# Carl Drews
Carl Albert Drews (* 27. Januar 1894 in Berlin; † 3. September 1973 ebenda) war ein deutscher Kameramann.

## Leben
Drews begann seine berufliche Tätigkeit 14-jährig als Laborant bei der Internationalen Kinematographen- und Lichteffekt-GmbH. Hier wurde er Assistent des Kameramanns Franz Mletzko bei dessen Aufnahmen von „Aktualitäten“ im Berliner Raum, unter anderem vom Unglück am Gleisdreieck im September 1908.
Zwischen 1914 und 1918 leistete Drews Kriegsdienst im Ersten Weltkrieg. 1920 erhielt er seinen ersten Auftrag als Chefkameramann bei einem Spielfilm. Danach stand er bei zahlreichen Produktionen in verschiedenen Filmgenres hinter der Kamera. 
Meistens drehte er harmlose Liebeskomödien, seltener Dramen und Historienfilme. Seine letzte Arbeit war der Propagandafilm Wunschkonzert. 1941 nahm er eine Anstellung bei der Reichsanstalt für Film und Bild in Wissenschaft und Unterricht an. Er drehte seither nur noch Dokumentarfilme und setzte diese Tätigkeit auch nach dem Krieg fort.

## Filmografie
- 1909: Besuch des englischen Königspaares in Berlin am 9.2.1909 (nur Assistent)
- 1920: Die letzten Kolczaks
- 1921: Papa kann's nicht lassen
- 1921: Der ewige Kampf
- 1921: Das Handicap der Liebe
- 1921: Nachtbesuch in der Northernbank
- 1921: Das Geheimnis der Mumie
- 1921: Die Geliebte Roswolskys
- 1922: Tabea, stehe auf!
- 1922: Lucrezia Borgia
- 1922: Sodoms Ende
- 1922: Im Kampf mit dem unsichtbaren Feind
- 1922: Das Spiel mit dem Weibe
- 1923: Tatjana
- 1924: Dreiklang der Nacht
- 1924: Gentleman auf Zeit
- 1925: Zur Chronik von Grieshuus
- 1925: Der Farmer aus Texas
- 1926: Dagfin
- 1926: Derby
- 1926: Die geschiedene Frau
- 1926: Wien, wie es weint und lacht
- 1926: Zopf und Schwert
- 1926: Familie Schimek
- 1926: Das Haus der Lüge
- 1926: Die da unten
- 1927: Die indiskrete Frau
- 1927: Pique Dame
- 1927: Die Hose
- 1927: Prinz Louis Ferdinand
- 1927: Das Mädchen aus der Fremde
- 1928: Die Dame mit der Maske
- 1928: Moral
- 1928: Ariadne in Hoppegarten
- 1928: Die Yacht der sieben Sünden
- 1928: Ihr dunkler Punkt
- 1929: Heilige oder Dirne
- 1929: Der lustige Witwer
- 1929: Der Held aller Mädchenträume
- 1929: Ich küsse Ihre Hand, Madame
- 1929: Vertauschte Gesichter
- 1929: Das Erlebnis einer Nacht
- 1930: O alte Burschenherrlichkeit
- 1931: Ehe m.b.H.
- 1931: Hilfe! Überfall!
- 1931: So lang' noch ein Walzer vom Strauß erklingt
- 1931: Der Liebesexpreß
- 1932: Ein süßes Geheimnis
- 1932: Der Frauendiplomat
- 1932: Chauffeur Antoinette
- 1932: Durchlaucht amüsiert sich
- 1932: Der tolle Bomberg
- 1932: Traum von Schönbrunn
- 1932: Trenck
- 1932: Eine von uns
- 1932: Johann Strauß, k. u. k. Hofkapellmeister
- 1932: Kitty schwindelt sich ins Glück
- 1933: Zwei im Sonnenschein
- 1933: Glück im Schloß
- 1933: Der Traum vom Rhein
- 1933: Unter der schwarzen Sturmfahne
- 1933: Die kleine Schwindlerin
- 1933: Keinen Tag ohne Dich
- 1933: Der große Bluff
- 1933: Die Herren vom Maxim
- 1933: Mädels von heute
- 1934: Heinz im Mond
- 1934: Charleys Tante
- 1934: Abenteuer im Südexpress
- 1934: Ein Mädel wirbelt durch die Welt
- 1934: So ein Flegel
- 1934: Die Stimme der Liebe
- 1934: Der letzte Walzer
- 1934: Die Liebe und die erste Eisenbahn
- 1934: La Paloma. Ein Lied der Kameradschaft
- 1935: Stützen der Gesellschaft
- 1935: Fientje Peters - Poste restante
- 1935: Ehestreik
- 1935: Ein falscher Fuffziger
- 1935: Punks kommt aus Amerika
- 1936: Annemarie. Die Geschichte einer jungen Liebe
- 1936: The Last Waltz
- 1936: Männer vor der Ehe
- 1936: Das Hermännchen. Nee, nee, was es nich' alles gibt
- 1936: Hilde Petersen postlagernd
- 1936: Kater Lampe
- 1936: Kinderarzt Dr. Engel
- 1937: Mädchen für alles
- 1937: Husaren, heraus
- 1937: Wenn du eine Schwiegermutter hast
- 1938: Eine Frau kommt in die Tropen
- 1938: Schüsse in Kabine 7
- 1938: Lauter Lügen
- 1938: Schwarzfahrt ins Glück
- 1939: Paradies der Junggesellen
- 1939: Der Polizeifunk meldet
- 1939: Die Stimme aus dem Äther
- 1939: Kornblumenblau
- 1940: Wunschkonzert
- 1951: Nicht stören – Funktionärsversammlung (Kurzfilm)
- 1953: Frauen, Filme, Fernsehfunk